# 陈仁宜
陈仁宜（英語：Lanhee J. Chen,白話字: Tân Jîn-gî, 1978年7月4日—）是一位美国臺灣裔政策专家，学者和政治评论员。百人会成员。目前在胡佛研究所担任研究员。 在斯坦福大学担任国内政策研究主任和公共政策项目讲师， 和斯坦福法学院法律讲师。 还是律所Arent Fox LLP的法律顾问。

## 生平
1978年出生在美国费耶特维尔，在加利福尼亚州的罗兰岗长大，他自己閩南話比國語更流利。父母是台湾移民，父亲来自云林西部，母亲来自台北。双亲目前居住在南加州的圣盖博谷。
在加州当地高中毕业后，考取来到哈佛大学。在这里他先后拿到了四个学位，在哈佛，他积极参与共和党政治的讨论。1999年他和亚当·科瓦切维奇是哈佛模拟国会的联合会长。他博士毕业论文就是与选举政治相关，包括了法律选举、总统选举以及重新划分选区对选举结果影响的分析他的其中一位博士生导师是西德尼·维巴。
2008年担任参议员米特·罗姆尼总统竞选团队国内政策负责人。2012年担任继续担任米特·罗姆尼总统竞选团队的政策负责人和首席政策顾问。他被描述成 "乐队领导"般人物。 罗姆尼的红颜知己贝丝·迈尔斯描述陈是罗姆尼在政策导向方面完全信赖的人。
2013年陈仁宜被奥巴马总统提名和美国参议院确认，允许他在两党和独立社会保障咨询委员会占据一席，这是一个向美国总统，国会和社会保障局长提供社会保障政策建议的机构组织。 他被推荐给参议院少数党领袖米奇·麦康奈尔。
2016年担任参议员马可·鲁比奥总统竞选团队的高级顾问。
2021年7月宣布參選加州主計長，2022年6月獲37%得票率以第一名贏得初選，2022年11月15日宣布敗選給郭嫻 (Malia Cohen)。

## 家庭
陈仁宜被国家期刊评论为“神童”，他曾在政府，学术界和私营部门工作。是一位基督徒，目前已经结婚，有两个孩子，一家人住在旧金山湾区。